# Pietro Grocco
– Avete osservato? La colonna vertebrale non s'è mantenuta completamente rigida nella zona ammalata e in quelle vicine, ma si è leggermente incurvata. Non si tratta di una lesione organica, come si è diagnosticato finora, ma di uno di quei casi fortunati che con la nostra cura – e scandì bene le parole – con le pillole M. P. già sperimentate con sicuro successo in queste forme, e con applicazione di corrente ad alto potenziale che userà con metodo il mio Aiuto – e si voltò sorridendo al prof. Siciliano che annuì con un inchino – guarirà in modo perfetto e in breve. E infatti al terzo venerdì l'ammalato camminava come tutti i sani camminano, piegandosi col tronco in avanti e ai lati senza un accenno di difficoltà. Si era trattato di un caso d'isterismo che, come tanti altri, il maestro aveva guarito con la suggestione.»
(Pietro Castellani)
Pietro Grocco (Albonese, 27 giugno 1856 – Courmayeur, 12 febbraio 1916) è stato un medico e politico italiano.

## Biografia
Si presentava piccolo di statura, brutto, strabico, trascurato e profondamente malinconico ma di altissimo fascino intellettuale e professionale.
Avviato agli studi grazie all'aiuto dell'amatissimo zio sacerdote Don Giuseppe Grocco, si laureò in medicina a Pavia ove fu allievo di Francesco Orsi (1828-1899) e conseguì il dottorato nella stessa città nel 1879, studiando successivamente a Parigi, alla scuola di Jean-Martin Charcot, e a Vienna, prima presso l'Istituto diretto da Hermann Nothnagel e poi presso il gabinetto di elettroterapia dal professor Moriz Rosenthal (1833-1889) ove approfondì gli aspetti neurologici di molte patologie.
Fu assistente presso l'Istituto di Clinica Medica dell'Università di Pavia, dove conseguì la libera docenza in patologia medica e propedeutica nel 1884.

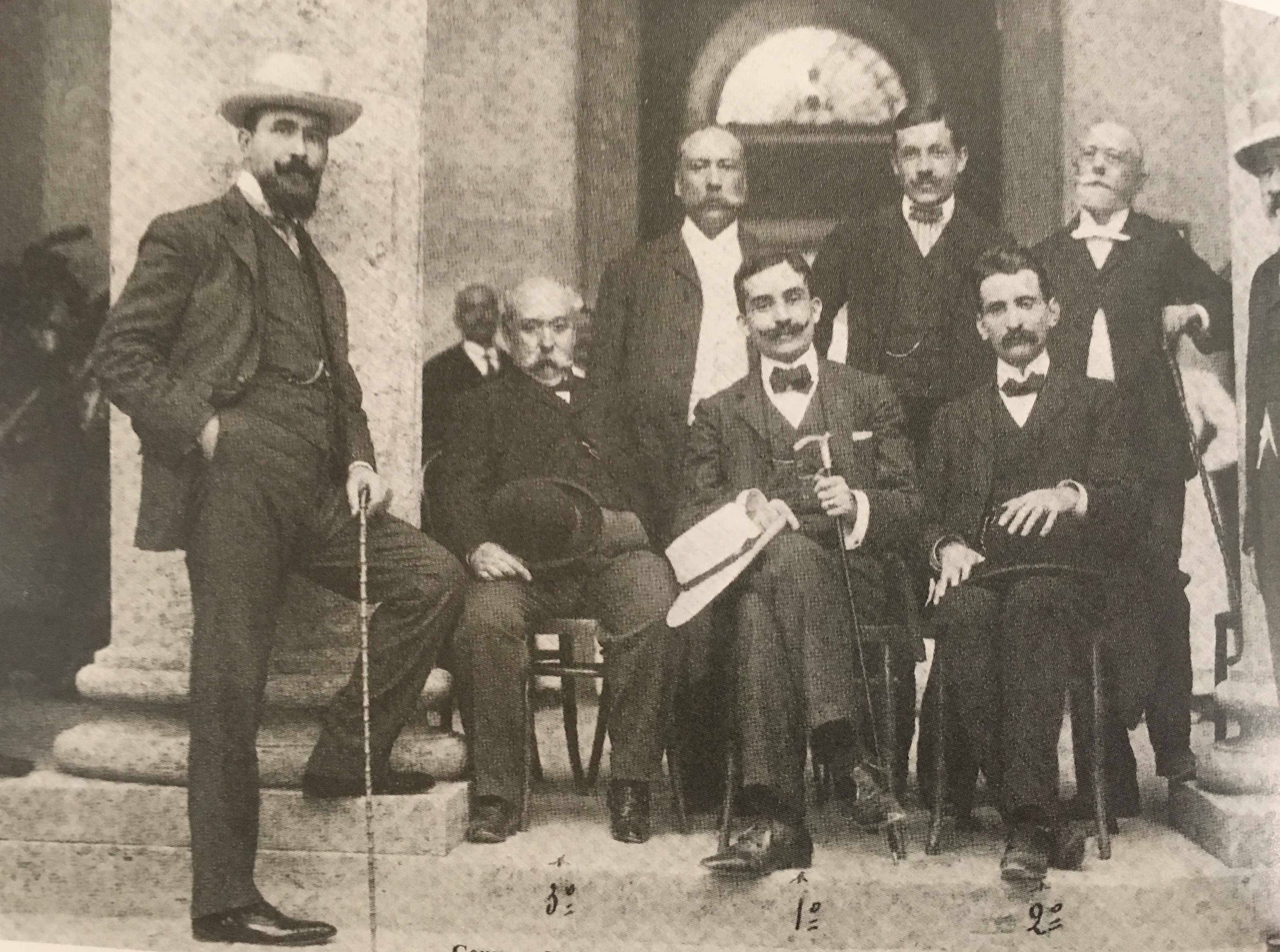
Pietro Grocco a Montecatini (seduto a destra)

Divenne poi ordinario di Clinica Medica e insegnò nell'Università degli Studi di Perugia (dal 1884 al 1888), a Pisa (dal 1888 al 1892) e infine a Firenze (dal 1892 alla morte). Fu fondatore di un'importante scuola medica ampiamente conosciuta anche all'estero con allievi del calibro di Cesare Frugoni, Aldo Castellani, Sante Pisani, Enrico Greppi, Cesare Baduel e Raffaello Silvestrini. Contrario alla "medicina filosofica" di Augusto Murri (soleva dire: "Io faccio dei medici, non dei filosofi della medicina"), fu convinto assertore dell'osservazione attenta e sottile, dell'auscultazione, della percussione del paziente di cui valutava con occhio infallibile i segni semiologici e sosteneva con decisione: "i malati sono i nostri libri, sono i nostri reattivi, sono i nostri preparati, sono i nostri animali da esperimento!".
Nominato nel 1892 ispettore governativo e direttore sanitario delle Terme di Montecatini rielaborò e precisò le norme per il corretto uso delle acque e dei bagni, e provvide a sistemare le sorgenti secondo moderni criteri igienici. In occasione del centenario della nascita nel 1956 la città gli intitolò uno stabilimento termale che tutt'oggi porta il suo nome.
Ebbe fra i suoi pazienti Giuseppe Verdi del quale divenne medico personale nel 1888, dopo la morte del prof. Fedele Fedeli. Continuò a fargli "passare le acque" presso le fonti di Montecatini cosa che il Maestro fece per i successivi diciotto anni. Ne divenne amico personale e spesso la sera si riunivano a giocare a briscola, e la signora Verdi, Giuseppina Strepponi, si raccomandava sempre di far vincere il Maestro che altrimenti si adombrava; lo assistette sino all'ultimo e ne redasse il certificato di morte.
Il 3 dicembre 1905 fu nominato Senatore.
Si autodiagnosticò la TBC contratta nella pratica della sua professione da qualcuno dei suoi infiniti pazienti e ne predisse l'infausto decorso parlandone con i suoi più stretti collaboratori: "quando il tubercoloso fa delle emottisi a tipo malarico, muore sempre". Negli ultimi tempi si trasferì a Courmayeur nel tentativo di alleviare le sofferenze: "o guarisco o muoio".
Lo si ricorda per aver ideato diversi metodi semeiologici (tra cui il Triangolo paravertebrale opposto di Grocco, diagnostico della pleurite essudativa, e il polso venoso capillare ungueale di Grocco) e per aver scoperto alcune patologie (tra cui la sindrome dello pseudo-reumatismo tubercolare di Grocco-Poncet e quella del morbo di Erb-Grocco). È stato inoltre importante per la delimitazione percussoria dell'aia cardiaca secondo il metodo che appunto va sotto il nome di Orsi-Grocco. Ancora oggi in semeiotica si parla di "Cappuccio di Grocco" nel cuore affetto da stenosi mitralica in cui si evidenzia una prominenza nel margine sinistro del cuore a livello del III spazio intercostale.

## Pubblicazioni maggiori
- Di una nuova causa d'errore nella ricerca dell'albumina nelle urine: Annali di chimica applicata alla farmacia ed alla medicina, Volume 78, Fascicolo 2 (feb, 1884), p. 76, su emeroteca.braidense.it.
- Di una nuova reazione per la ricerca del glucosio nelle urine: Annali di chimica applicata alla farmacia ed alla medicina, Volume 79, Fascicolo 5 (nov, 1884), p. 257, su emeroteca.braidense.it.
- Studj composti di metalloscopia Grocco Annali universali di medicina e chirurgia, Volume 256, Fascicolo 5 (mag, 1881), p. 415, su emeroteca.braidense.it.
- Sulla patologia dei nervi cardiaci Grocco Annali universali di medicina e chirurgia, Volume 281, Fascicolo 4 (apr, 1887), p. 266, su emeroteca.braidense.it.
- Sulla peptonuria Grocco P. Annali di chimica applicata alla medicina cioè alla farmacia, alla tossicologia, all'igiene, alla fisiologia, alla patologia e alla terapeutica, Volume 77, Fascicolo 6 (dic, 1883), p. 329, su emeroteca.braidense.it.
- Grocco P. e Fusari R. Di nuovo sulla nevrite multipla primitiva Grocco P. e Fusari R. Annali universali di medicina e chirurgia, Volume 273, Fascicolo 818 (ago, 1885), p. 87, su emeroteca.braidense.it.
- Appunti di semejotica sull'apparato circolatorio Grocco Pietro Annali universali di medicina e chirurgia, Volume 267, Fascicolo 804 (giu, 1884), p. 489, su emeroteca.braidense.it.
- Il mixoedema e la malattia di Bright Grocco Pietro Annali universali di medicina e chirurgia, Volume 263, Fascicolo 787 (gen, 1883), p. 3, su emeroteca.braidense.it.
- Note cliniche ed anatomiche intorno ad affezioni del sistema nervoso Grocco Pietro Annali universali di medicina e chirurgia, Volume 267, Fascicolo 801 (mar, 1884), p. 215, su emeroteca.braidense.it.
- Contribuzione allo studio clinico ed anatomo-patologico della nevrite multipla primitiva Grocco Pietro Annali universali di medicina e chirurgia, Volume 271, Fascicolo 811 (gen, 1885), p. 3, su emeroteca.braidense.it.
- Di nuovo sulla peptonuria Grocco Pietro Annali universali di medicina e chirurgia, Volume 269, Fascicolo 806 (ago, 1884), p. 138, su emeroteca.braidense.it.
- Note cliniche ed anatomiche intorno alle affezioni del sistema nervoso Grocco Pietro Annali universali di medicina e chirurgia, Volume 269, Fascicolo 807 (set, 1884), p. 238, su emeroteca.braidense.it.
- Studii e considerazioni sulla corea elettrica o malattia del Dubini Grocco Pietro Annali universali di medicina e chirurgia, Volume 269, Fascicolo 809 (nov, 1884), p. 429, su emeroteca.braidense.it.
- Sulla peptonuria Grocco Pietro Annali universali di medicina e chirurgia, Volume 265, Fascicolo 797 (nov, 1883), p. 401, su emeroteca.braidense.it.
- Studi clinici sull'Atetosi Grocco Annali universali di medicina e chirurgia, Volume 259, Fascicolo 775 (gen, 1882), p. 3
- Influenza della metalloscopia sulla linea sfigmica: Nota preventiva del dott. Pietro Grocco Grocco Pietro Annali di chimica applicata alla medicina cioè alla farmacia, alla tossicologia, all'igiene, alla fisiologia, alla patologia e alla terapeutica, Volume 70, Fascicolo 6 (giu, 1880), p. 349, su emeroteca.braidense.it.
- La creatinina in urine normali e patologiche, per il prof. P. Grocco Grocco P. Annali di chimica e di farmacologia, Volume 4, Fascicolo 4 (ott, 1886), p. 211, su emeroteca.braidense.it.
- La fenilidrazina come reattivo del glucosio, di Fischer, Jaksch e Grocco Fischer e Jaksch e Grocco Annali di chimica medico-farmaceutica e di farmacologia, Volume 1, Fascicolo 4 e 5 (mag, 1885), p. 307, su emeroteca.braidense.it.
- Lezioni di patologia e terapia speciale medica (Grocco P.) Orsi e Grocco P. Annali universali di medicina e chirurgia, Volume 259, Fascicolo 776 (feb, 1882), p. 158, su emeroteca.braidense.it.